# Mario Pescante
Mario Pescante (Avezzano, 7 luglio 1938) è un dirigente sportivo, saggista e politico italiano.

## Biografia
Laureato in giurisprudenza. In gioventù è stato sportivo agonista, distinguendosi nelle gare di atletica leggera, specialmente nel mezzofondo.
Ha iniziato la sua carriera di dirigente sportivo già a livello universitario ed è stato nominato Segretario generale del CONI nel 1973. Capo missione della squadra italiana a sette edizioni dei Giochi olimpici estivi e a cinque dei Giochi olimpici invernali, è stato eletto Presidente del CONI nel 1993, rimanendo in tale incarico fino alle dimissioni avvenute il 13 ottobre 1998 a seguito dello scandalo che travolse il laboratorio antidoping dell'Acqua Acetosa.
Fondatore dell'Accademia Nazionale Olimpica, è membro del CIO dal 1994 ed è stato presidente dei Comitati Olimpici Europei (COE) dal 2001 al 2006. Autore di pubblicazioni su olimpismo, legislazione sportiva, legislazione regionale, sport nella scuola. Insegna Diritto sportivo presso l'Università LUISS di Roma ed è professore straordinario di diritto privato presso la Link Campus University.
In quanto membro del Comitato Olimpico Internazionale, il 13 luglio 2001 è stato tra i 56 elettori della candidatura di Pechino ad ospitare i Giochi Olimpici 2008.
Alle elezioni politiche del 2001 viene eletto deputato alla Camera nella XIV Legislatura per Forza Italia.
Con la formazione del secondo governo presieduto da Silvio Berlusconi, viene nominato sottosegretario di Stato al Ministero dei beni e delle attività culturali con delega allo sport, venendo confermato nel terzo governo Berlusconi; in questa veste fu tra l'altro promotore della legge Giulio Onesti, che riconobbe un vitalizio agli ex sportivi italiani trovatisi in condizione di particolare necessità.
Alle elezioni politiche del 2006 è stato confermato deputato. Nel stesso anno è stato commissario straordinario per i XX Giochi olimpici invernali di Torino ed ha ricoperto la stessa carica per i Giochi del Mediterraneo di Pescara del 2009.
Rieletto alle elezioni politiche del 2008 alla Camera per il PdL, in quella legislatura ha ricoperto la carica di presidente della commissione politiche dell'unione europea della Camera. Nel 2011 è stato relatore della Legge Comunitaria 2010.
Nel 2006 entra a far parte dell'esecutivo del CIO, il Comitato olimpico internazionale, mentre il 9 ottobre 2009 è stato eletto vice-presidente vicario, primo italiano a ricoprire tale incarico. Nell'ottobre 2010 ha firmato il Bollettino Ufficiale per la presentazione del francobollo commemorativo di Mario Mazzuca, già organizzatore delle Olimpiadi di Roma, con cui ha collaborato a lungo nel CONI.
Presidente del comitato promotore di Roma 2020, dopo la rinuncia da parte del governo italiano, il 21 febbraio 2012 si dimette da vice-presidente vicario del Comitato Olimpico Internazionale.

## Vita privata
Ha tre figli: Riccardo, telecronista Rai, Gianluca e Maria Cristina.

## Onorificenze
Ha ricevuto nel corso della sua carriera di dirigente sportivo numerose e prestigiose onorificenze; il 12 aprile 2024 gli è stata conferita all'unanimità la cittadinanza onoraria della città natale di Avezzano.